# پادشاه جاودان خیابان
پادشاه جاودان خیابان (به انگلیسی: Street King Immortal) آلبوم استودیویی برنامه‌ریزی‌شده از رپر آمریکایی فیفتی سنت بود.
در ابتدا گزارش شده بود که این آلبوم طی تابستان ۲۰۱۱ منتشر می‌شود اما تاریخ انتشارش از آن زمان چند بار تغییر یافت. در جولای ۲۰۱۷، فیفتی سنت اعلام کرد که این آلبوم در پایان سال منتشر خواهد شد اما این اتفاق نیفتاد. فیفتی سنت در یک پست اینستاگرامی گفت «هنوز فکر می‌کنم هیچی نیستم» نخستین تک‌آهنگ این آلبوم خواهد بود. در ژوئیه ۲۰۲۱، فیفتی سنت در مصاحبه‌ای تأیید کرد که تصمیم به لغو رسمی پروژه گرفته است.

## کمپانی (لیبل)
فیفتی سنت در چند مصاحبه گفته که قبل از منتشر آلبوم من تصمیم گرفته‌ام لیبل اینترسکوپ را ترک کنم، فیفتی به دلایل نا معلوم رابطه اش با اینترسکوپ سرد شده بود. فیفتی و حتی دی جی هو کید در چند مصاحبه گفته بودند که دلیل تخیرهای آلبوم بر سر لیبل لعنتی اینترسکوپ هست؛ و حتی در پیج تویتر خودش گفته بود که من از همه فن‌هایم عذز خواهی می‌کنم، آلبوم من به دلیل لیبل اینتراسکوپ کنسل شده هست؛ و بعد از چند روز فیفتی برای انتقام از اینترسکوپ آهنک I'm On It رو منتشر کرد؛ و چند روز آن می‌خواست رسماً آبروی اینترسکوپ رو ببرد. بعد در توییتر خود گفت من فردا شب ساعت ۲:۰۰ یکی از آهنگ آلبوم |nداکتر دری که با من خونده از سایت thisis50 منتشر می‌کنم، ولی فیفتی این کار رو نکرد؛ و چند روز این درگیری‌ها خوابید؛ و بعد از چند روز فیفتی در یکی از مصاحبه‌ها ازش پرسیدند که چه چیزی شما را ناراحت کرده بود که از دست اینترسکوپ ناراحت بودبد؟. فیفتی در جواب این سؤال گفت من عاشق جمی لویز و دکتر دره (مدیرهای اینترسکوپ و افترمث) هستم. به من کمک‌های زیادی کرده‌اند؛ و در اونجا گفت آلبوم من از کمپانی‌های اینتراسکوپ، افترمث، شیدی رکوردز منتشر خواهد شد. بناباین در پشت صحنه اختلافاتشونو حل کرده بودند.

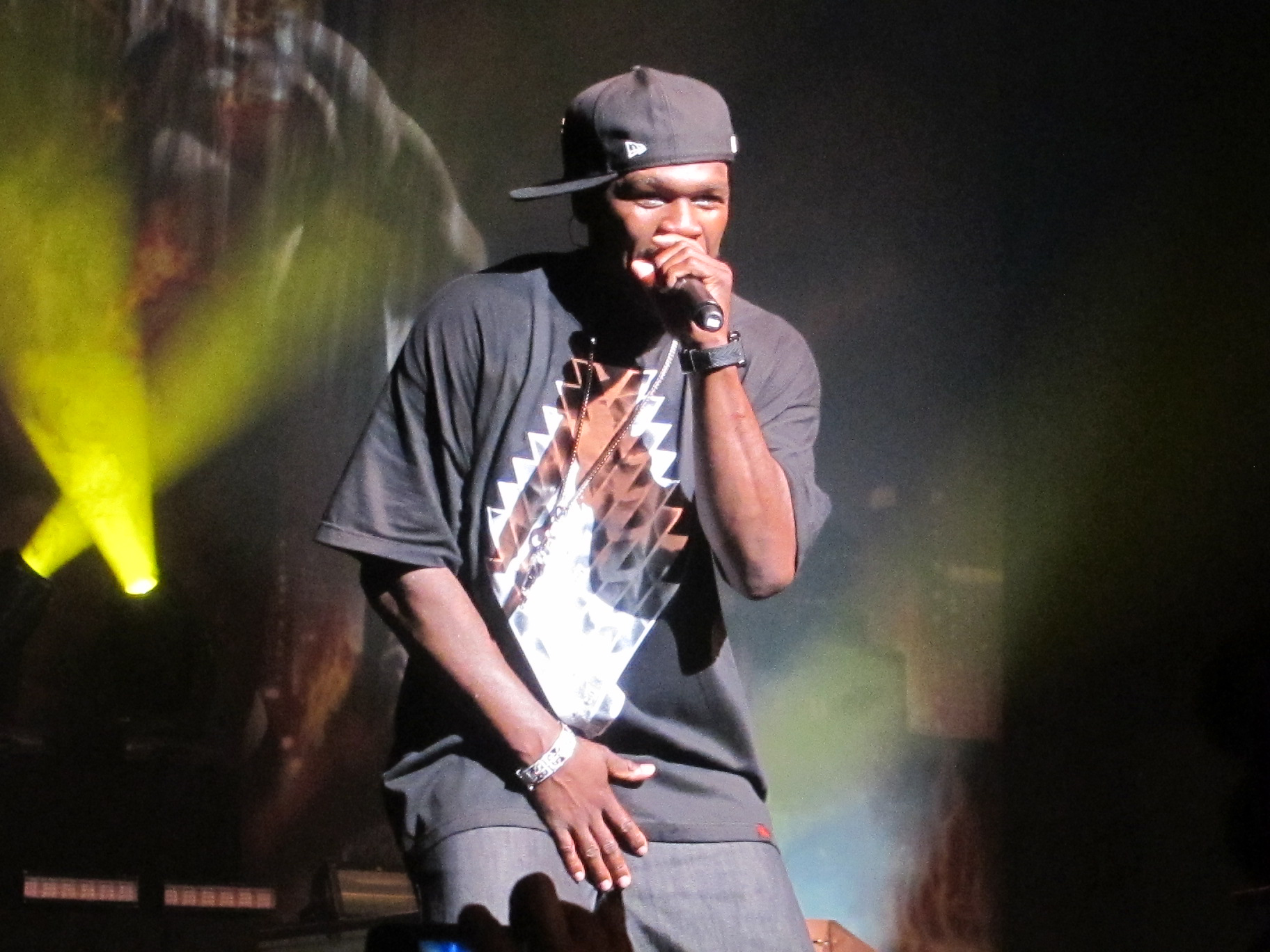
اجرای ۵۰ سنت در تور دعوت در سال ۲۰۱۰.

## همکاری و تهیه‌کنندگان (آهنگسازان)
در ابتدا فیفتی با مصاحبه با ام تی وی نیوز گفت که آهنگسازی‌های Boi-1da, Alex da Kid , Symbolyc One نظر خود را جلب کرده است و در آلبوم خویش چند آهنگ را آهنگسازی کرده است؛ و بعد هم آهنگساز بزرگ Hit-Boy بامصاحبه با ام تی وی گفته است که من یک آهنگ از آلبوم فیفتی را آهنگسازی کرده‌ام که خیلی دیوانه‌وار است و فیفتی مثل قدیم‌های خود خوانده بود و فیفتی قبلی در راه است و بر می‌گردد؛ و بعد هم Jim Jonsin در یکی از مصاحبه‌ها گفته است که یکی از آهنگسازی‌های آلبوم فیفتی بر عهده من هست و در آینده با هم زیاد کار می‌کنیم. فیفتی با مصاحبه با دی جی هو کید در رادیو Shade 45 گفته بود که هفته پیش Boi-1da یکی از آهنگسازی‌ها را انجام داد و Just Blaze هم دو آهنگ را دیوانه‌وار آهنگسازی کرد. DJ Premier هم با مصاحبه با thisis50 Radio و توییتر گفته بود که من و فیفتی برای آلبوم فیفتی کار می‌کنیم. فیفتی در مصاحبه با Bet گفته بود که کار آلبوم تموم شده است و دو آهنگ را داکتر دری آهنگسازی کرده است؛ و با مصاحبه در جاهای دیگر هم فیفتی تأیید کرد که کانیه وست و سویز بیتز هم ۲ آهنگ را بر عهده دارند. AarrabMuzik هم گفته یکی از ترک‌های فیفتی را من آهنگسازی کردم که با یکی از بزرگان پاپ خون فیت داده است. خیلی از آهنگسازان در مورد آهنگسازی آلبوم فیفتی حرف زدند ولی تا الان این‌ها به‌طور رسمی تأیید شده‌اند.
فیفتی با مصاحبه با سایت Rap-Up گفت خوانندگانی همچون :لوید بنکس، باستا رایمز، اسنوپ داگ، سوییز بیتز، لیل کیم، ایکان حضور دارند؛ و بعداً هم در یکی از مصاحبه‌هایش گفته بود که من چهار آهنگ با امینم در آلبوم همکاری کردم؛ و فیفتی گفته بود که Kidd Kidd (آرتیست سابق یانگ مانی که الان در لیبل جی-یونیت هست) در آلبوم در یکی از آهنگ‌ها حضور دارد.

## آهنگ‌های منتشر شده
یکی از آهنگ‌های این آلبوم به کارگردانی کاردیاک به نام Outlaw (قانون‌شکن) به صورت دریافت دیجیتالی اینترنتی در ۱۶ ژوئن ۲۰۱۱ منتشر شد. مدت زمان این آهنگ ۳ دقیقه و ۱۶ ثانیه است و برچسب کمپانی‌های شیدی رکوردز، افترمث اینترتینمنت و اینترسکوپ رکوردز بر روی آن درج شده است. نویسنده این آهنگ خود فیفتی‌سنت می‌باشد. این آهنگ در هفته اول حضور در چارت بیلبورد آمریکا به رتبه ۹۹ در سبک هیپ‌هاپ/آراندبی دست یافت.